# Muľa
Muľa (bis 1948 slowakisch „Rárošská Muľaď“ – bis 1927 „Rároš-Muladka“; ungarisch Rárosmúlyad – bis 1907 Rárósmulyad) ist eine kleine Gemeinde im Süden der Slowakei mit 353 Einwohnern (Stand 31. Dezember 2024). Sie gehört zum Okres Veľký Krtíš, einem Kreis des Banskobystrický kraj.

## Geographie

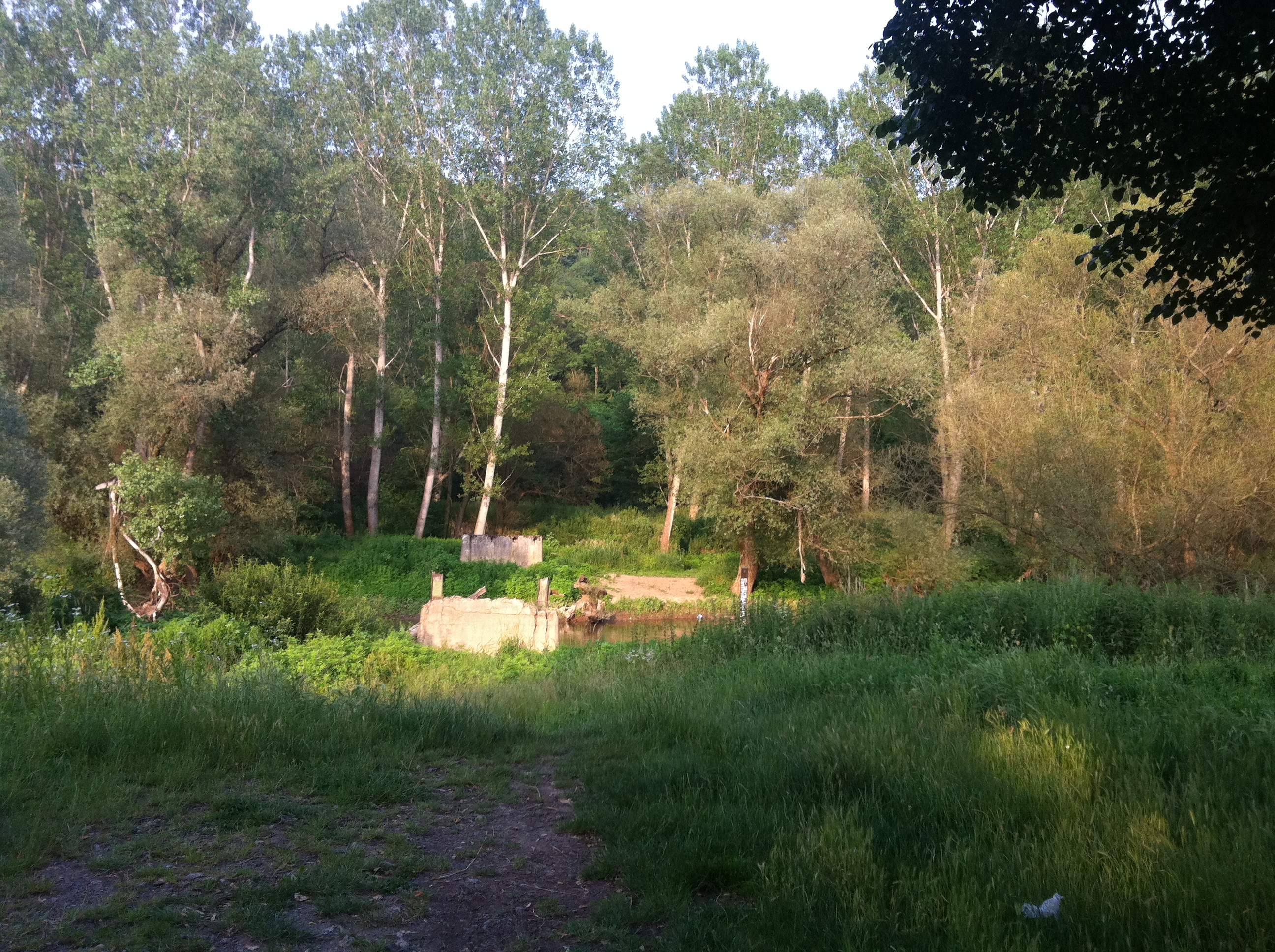
Landschaft entlang des Grenzflusses Ipeľ; Überreste einer Brücke

Die Gemeinde befindet sich am Ostrand des Talkessels Ipeľská kotlina nahe der Mündung von Stará rieka in den Tisovník, der selbst in den Ipeľ, direkt an der Grenze zu Ungarn, mündet. Das Ortszentrum liegt auf einer Höhe von 170 m n.m. und ist 18 Kilometer von Veľký Krtíš sowie 21 Kilometer von Lučenec entfernt.
Nachbargemeinden sind Dolná Strehová und Ľuboriečka im Norden, Trenč im Nordosten, Nógrádszakál (H) im Osten und Süden, Bušince im Südwesten und Westen sowie Veľké Zlievce im Nordwesten.

## Geschichte

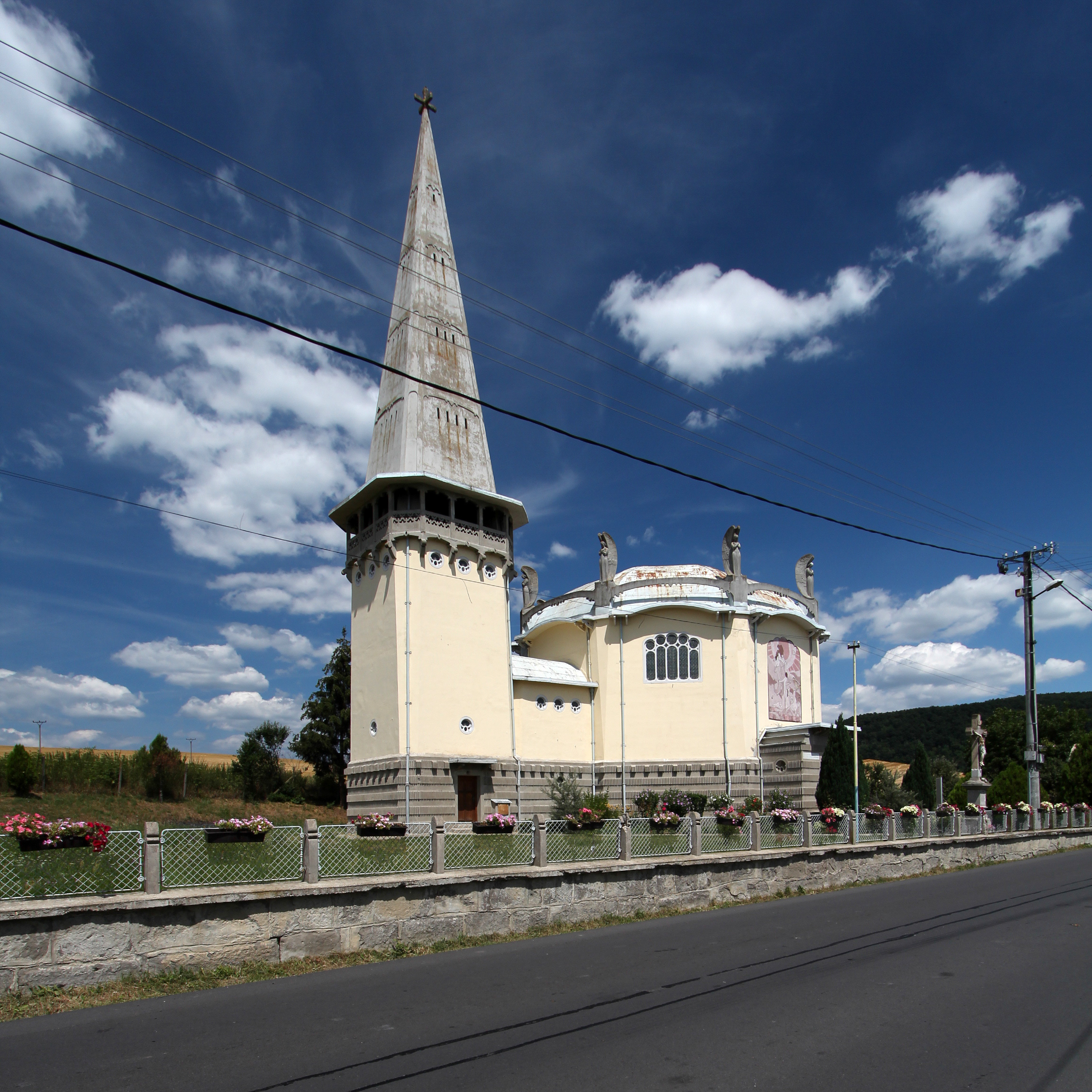
Elisabethkirche

Der Ort wurde zum ersten Mal 1321 als Raros schriftlich erwähnt, weitere historische Namen sind unter anderen Mwlyad (1484) und Ráros Mulyad (1773). Er war Teil des Herrschaftsgebietes von Szécsény, zwischen 1544 und 1593 stand die Ortschaft als Teil des Sandschaks Szécsény unter türkischer Herrschaft, nach 1593 gehörte das Dorf zum Gut der Burg Divín. Ab dem 18. Jahrhundert wechselte der Besitz zwischen verschiedenen landadeligen Familien. 1828 zählte man 57 Häuser und 449 Einwohner, die überwiegend als Landwirte beschäftigt waren.
Bis 1918/1919 gehörte der im Komitat Neograd liegende Ort zum Königreich Ungarn und kam danach zur Tschechoslowakei beziehungsweise heute Slowakei. Auf Grund des Ersten Wiener Schiedsspruchs war er zwischen 1938 und 1945 noch einmal Teil von Ungarn.

## Bevölkerung
| Jahr                | 1994 | 2004     | 2014     | 2024    |
| ------------------- | ---- | -------- | -------- | ------- |
| Anzahl der Personen | 226  | 286      | 350      | 353     |
| Unterschied         |      | +26,54 % | +22,37 % | +0,85 % |

| Jahr                | 2023 | 2024    |
| ------------------- | ---- | ------- |
| Anzahl der Personen | 351  | 353     |
| Unterschied         |      | +0,56 % |

Gemäß der Volkszählung 2011 wohnten in Muľa 318 Einwohner, davon 167 Slowaken, 104 Magyaren und 10 Roma. 37 Einwohner machten keine Angabe zur Ethnie.
250 Einwohner bekannten sich zur römisch-katholischen Kirche, sieben Einwohner zur Evangelischen Kirche A. B. und vier Einwohner zur griechisch-katholischen Kirche. Drei Einwohner waren konfessionslos und bei 54 Einwohnern wurde die Konfession nicht ermittelt.

## Bauwerke
- römisch-katholische Elisabethkirche im ungarischen Jugendstil aus dem Jahr 1910. Das Werk des Architekten István Medgyaszay war die erste aus Stahlbeton gefertigte Kirche im Königreich Ungarn und somit auch in der Slowakei.[5]